# Granny O'Grimm's Sleeping Beauty
Granny O'Grimm's Sleeping Beauty é um curta-metragem de animação de 2008 dirigido por Nicky Phelan e produzido por Darragh O'Connell. Como reconhecimento, foi nomeado ao Oscar 2010 na categoria de Melhor Animação em Curta-metragem.